# La máscara de Ripley
La máscara de Ripley (Ripley Under Ground) es la segunda novela policíaca de Patricia Highsmith perteneciente a la serie "Ripley".

## Argumento
Seis años después de los sucesos ocurridos en el libro anterior El talento de Mr. Ripley y ahora como un hombre en sus treinta, Tom Ripley se ve envuelto en un fraude de obras falsificadas. 
Un pintor llamado Phillip Dewartt se suicida en Grecia, algunos de sus amigos deciden comercializar sus obras obteniendo un gran éxito. Cuando las obras originales comienzan a terminarse, Ripley sugiere falsificar los cuadros y venderlos como originales, no sin antes crear el rumor de que Dewartt está recluido en México. El encargado de falsificar los cuadros es Bernard Tufts, quien es un fuerte admirador de Dewartt. El dinero comienza a fluir, sin embargo un comerciante de arte norteamericano, Thomas Murchison, comienza a sospechar del fraude.

## Adaptaciones cinematográficas
Mr. Ripley el regreso (Ripley Under Ground), película estadounidense dirigida por Roger Spottiswoode en 2005 y protagonizada por Barry Pepper (Tom Ripley), Jacinda Barrett, Tom Wilkinson y Willem Dafoe.
- Datos: Q384033